# Aegisuchus

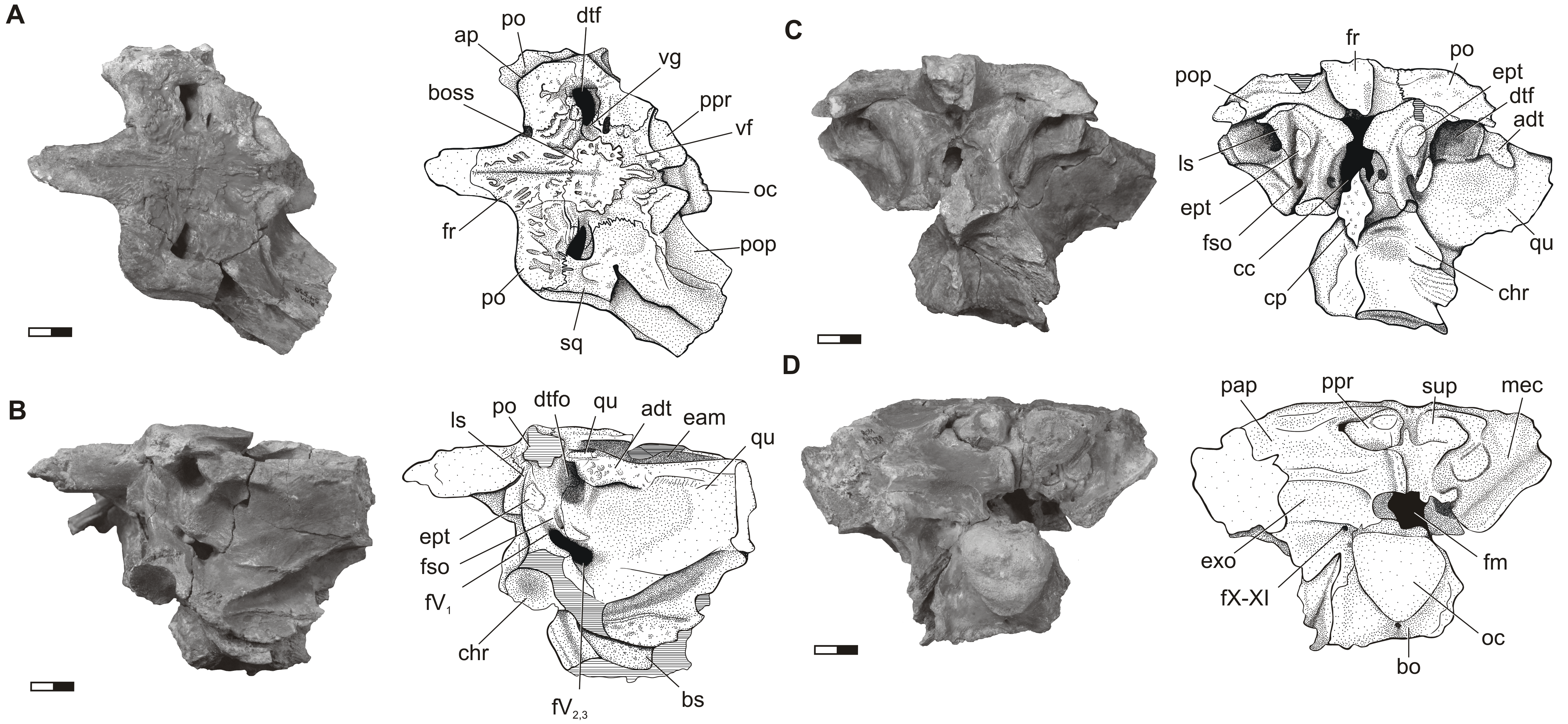
Puszka mózgowa

Aegisuchus – rodzaj krokodylomorfa z rodziny Aegyptosuchidae żyjącego w późnej kredzie w północnej Afryce. Został opisany w 2012 roku przez Caseya Hollidaya i Nicholasa Gardnera na podstawie puszki mózgowej dużego osobnika. Nazwa rodzajowa pochodzi od greckich słów aegis („tarcza”) i souchos („krokodyl”), co odnosi się do ornamentacji czaszki Aegisuchus. Epitet gatunkowy gatunku typowego honoruje Lawrence'a Witmera, którego badania i pomoc pozwoliły zidentyfikować okaz Aegisuchus.

## Budowa
Jedyną znaną skamieniałością Aegisuchus jest niemal kompletna puszka mózgowa (ROM 54530). Wykazuje ona wiele cech wspólnych z tą obecną u krokodylomorfa Aegyptosuchus, żyjącego w tym samym czasie na terenach dzisiejszego Egiptu, m.in. na kościach ciemieniowych występują chropowate guzy, na kościach bocznopotylicznych – wypukłości, kości bocznoklinowe są masywne, a nadskrzydłowe – izolowane i szczątkowe. Większość czaszki nie zachowała się, jednak cechy puszki mózgowej sugerują, że była ona płaska, kształtem przypominała prawdopodobnie czaszkę Stomatosuchus.

### Rozmiary
Wnętrze puszki mózgowej było w sporej części zniszczone, jednak za pomocą tomografu komputerowego oszacowano objętość jej lewej połowy na około 20 cm³, co daje około 40 cm³ objętości całej puszki mózgowej. Na podstawie stosunku tej wartości do szerokości pomiędzy kośćmi bocznopotylicznymi (wynoszącej u Aegisuchus 23 cm) oszacowano długość całego zwierzęcia na 15–21 m (jeśli kształtem bardziej przypominałoby gawiala) lub 16–22 m (jeśli pod tym względem byłoby bliższe rodzajowi Crocodylus), co oznaczałoby, że – nawet przy przyjęciu minimalnej wartości – Aegisuchus byłby największym znanym krokodylomorfem. Autorzy przyznają jednak, że szacowanie rozmiarów całego zwierzęcia na podstawie wielkości czaszki, w dodatku tak niekompletnej, jest obarczone dużym ryzykiem błędu, a długość przekraczająca 15 m niemal z pewnością jest przeszacowana. Niewątpliwie jednak Aegisuchus i tak osiągał bardzo duże rozmiary i jest jednym z największych krokodylomorfów.

## Systematyka
Analizy kladystyczne przeprowadzone przez Hollidaya i Gardnera potwierdzają bliskie pokrewieństwo Aegisuchus i Aegyptosuchus wewnątrz kladu Aegyptosuchidae. Grupa ta według analiz należy do zaawansowanych przedstawicieli Eusuchia i stanowi takson siostrzany dla Crocodylia. Ponadto u Aegyptosuchidae występują pewne cechy zaawansowane obecne u niektórych przedstawicieli Crocodylia. Analizy nie potwierdziły natomiast bliskiego pokrewieństwa Aegyptosuchidae z inną grupą płaskogłowych krokodylomorfów – Stomatosuchidae (w analizach reprezentowana przez rodzaj Laganosuchus), które na kladogramach zajmowały bardziej bazalną pozycję wewnątrz Neosuchia. Autorzy nie wykluczyli jednak bliskiego pokrewieństwa tych dwóch grup, zwłaszcza że większość materiału kopalnego Aegyptosuchus i cały materiał Stomatosuchus zostały zniszczone podczas II wojny światowej.

## Paleoekologia
Skamieniałość Aegisuchus pochodzi z datowanych na cenoman osadów formacji Kem Kem w Maroku, w których odkryto również szczątki wielu innych kręgowców, takich jak ryby mięśniopłetwe, żółwie, plezjozaury, węże, jaszczurki z grupy Varanoidea, pterozaury oraz zauropody i teropody. Ekosystemy tamtych terenów obejmują obszary kontynentalne i delt słodkowodnych.
Prawdopodobnie Aegyptosuchidae, tak jak podobne do nich Stomatosuchidae, polowały z zasadzki. Możliwe, że istotny składnik ich diety stanowiły wolno pływające ryby, takie jak celakanty, dwudyszne czy wielopłetwcowate, a okazjonalnie polowały one również na lądowe kręgowce. Powiększone guzki na kościach bocznopotylicznych, dogłowowo powiększone miejsca przyczepu mięśni nadosiowych oraz masywny kłykieć potyliczny sugerują, że mięśnie odpowiadające za otwieranie pyska były bardzo silnie rozwinięte. Prawdopodobnie Aegisuchus był w stanie unosić głowę na większe wysokości niż inne krokodylomorfy.